# Ezüstkék boglárka

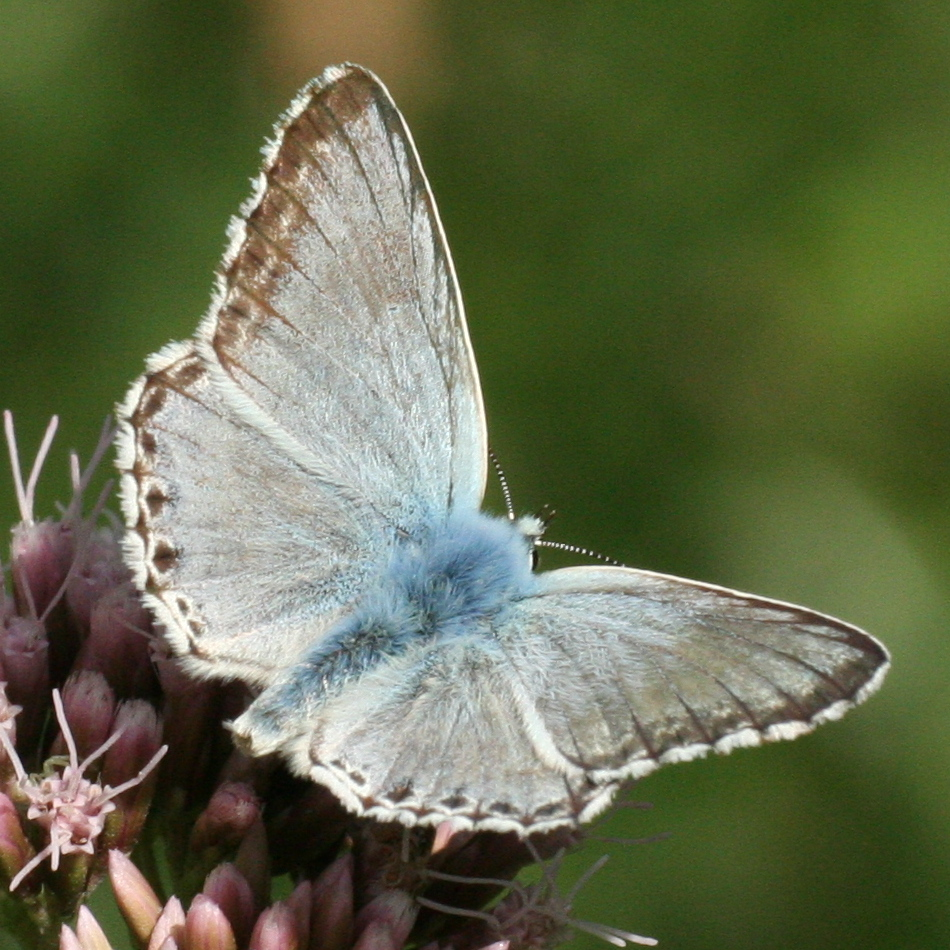
Hím, felülnézetben

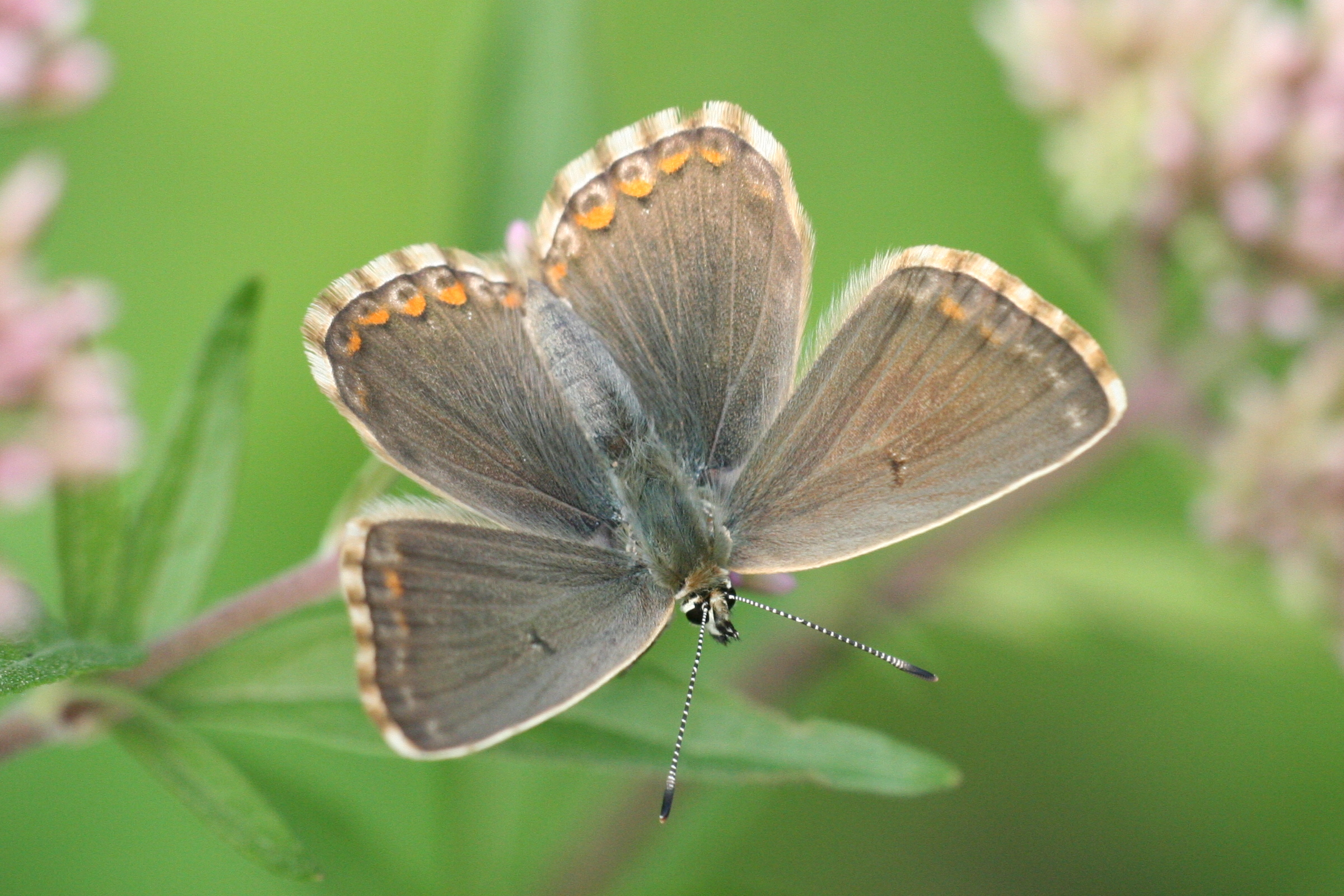
Nőstény, felülnézetben

Az ezüstkék boglárka (Polyommatus coridon, Lysandra coridon) a boglárkalepkék (Lycaenidae) családjának Polyommatini nemzetségében a Polyommatus nem Lysandra fajsorának egyik faja.

## Származása, elterjedése
Főleg Közép-Európában él. Kelet felé Ukrajnáig, délre a Balkán-félsziget hegyvidékéig terjedt el. A Mediterráneumból hiányzik; helyette:
- az Ibériai-félszigeten a Polyommatus caelestissimus és a Polyommatus asturiensis,
- Dél-Franciaországban és Katalóniában a Polyommatus hispanus,
- az Appenninekben a Polyommatus apennina,
- Korzikán a Polyommatus nufrellensis

él.
Magyarországon mindenütt megtalálható, de az alföldeken ritkább, mint a hegy- és dombvidékeken.

## Megjelenése, felépítése
Szárnyának fesztávolsága 3,2 centiméter; az első szárny felső szegélye 15–18 mm hosszú.
A szárnyak rajzolata a közönséges boglárkáéra (Polyommatus icarus) emlékeztet; de a narancsszínű foltok nem annyira élénkek.Amint ezt neve is mutatja, a hím szárnya felülnézetben kék, a nőstényé viszont barna — nagy ritkán a szárny tövénél ragyognak kék pikkelyek. A hím szárnyának fonákja szürke, a nőstényé barna; rajtuk a sokboglárú lepkékre jellemző rajzolattal. A hím első szárnyának fonákja (főként a tő felé eső részén) sokkal világosabb, mint a hátsó szárnyé. A sötét szárnyszegély aránylag széles, a szemfoltsor pettyei átütnek a fonákról, főként a hátulsó szárnyon, ahol fakó barnás szín veszi őket körül, ezt a szegély felé kékes félkörök váltják fel. Mindkét ivar hátsó szárnyának szegélytéri, narancssárga szalagja elkülönült, apró foltokból áll. A nőstény hátsó szárnyán a szegélyfoltsor többnyire a híménél markánsabb; a pettyek vörös udvara is jól látszik. A sejtvégi foltok rendszerint mindkét ivaron láthatók. A szegélyfoltsor szemeinek száma és erőssége változó, színük sötét csokoládé-, illetve földbarna.
Változékony elemek:
- a hím fekete szárnyszegélyének szélessége és a hátsó szegély mintázata,
- a nőstény narancssárga foltjai és rajzolatának egyéb elemei.

A kék nőstények (forma syngrapha) a Kárpát-medencében nagyon ritkák. Ugyancsak nagyon ritkák a kissé sötétebb alapszínű, kékesebb hím példányok.
Mindkét ivar fehér rojtozatát fekete pikkelyszőrök sűrű csomója teszi tarkává az erek végződéseinél.
A kékeszöld hernyó háti szemölcsei magasra dudorodnak; sörtéi sárgásbarnák. Hátán kettős sárga vonal vonul végig, haslábai fölött pedig sárga foltsor.

## Életmódja, élőhelye
A meszes talajokat kedvelő növénytársulásokban fordul elő, 2000 m magasságig, de csak a réteken, legelőkön, kaszálókon és egyéb, nyílt terepeken. Élőhelyének beerdősülésére különösen érzékeny.
Évente egy nemzedéke repül júniustól szeptemberig. A hímek sebesen repülve keresik a jóval kevesebbet mozgó nőstényeket. Nektárt legszívesebben lila virágokon, így aszaton (Cirsium spp.) és imolán (Centaurea spp.) gyűjtenek. Olykor tömegesen szívogatnak ürüléken, elhullott állatok tetemein vagy a nedves földön. Éjszakára „alvóközösségekbe” gyűlnek össze: tíz-húsz példány éjszakázik együtt a fűszálak végén.
A hernyó tápnövényei pillangósvirágúak (Fabaceae); főképp:
- ernyős patkócím (Hippocrepis comosa) és
- tarka koronafürt (Coronilla varia)

A nőstény rendszerint a tápnövény tövére vagy a tő mellé, a földre petézik. Hernyója mirmekofil, hangyagazdái különféle Lasius és Myrmica fajok. A hernyó telel át, fejlődésének első szakaszában.

## Hasonló fajok
- A szlovák sokpöttyösboglárka (Polyommatus slovacus) rajzolata igen hasonló, de az a faj valamivel kisebb, a hím szárnyainak felszíne ezüstösebb, első szárnyának felszínén a fekete szegély belső fele elmosódott, a hátsó szárny szegélyében pedig csak pontok láthatók. A nőstény sokkal sötétebb, nincsenek narancssárga foltjai, hátsó szárnyának szegélytéri pontjai pedig redukálódtak. A szlovák sokpöttyösboglárka szárnyainak fonákja sokkal világosabb, különösen a hímeké.
- Hasonló még az égszínkék sokpöttyösboglárka (Polyommatus bellargus) barna, kék pikkelyek nélküli nősténye is, de annak fonákja sokkal tarkább, narancssárga foltjai élénkebbek és a szárnyak felszínén is jóval fejlettebbek.